# Ahmed Hilmi Pasha
Ahmed Hilmi Abd al-Baqi (en árabe: أحمد حلمي عبد الباقي; nacido en 1883, Sidón, Imperio otomano-febrero de 1963, Líbano), fue un militar, banquero y político palestino, que sirvió en varios gobiernos post-Imperio otomano, y fue primer ministro de Toda Palestina, un protectorado de corta duración en la Franja de Gaza.

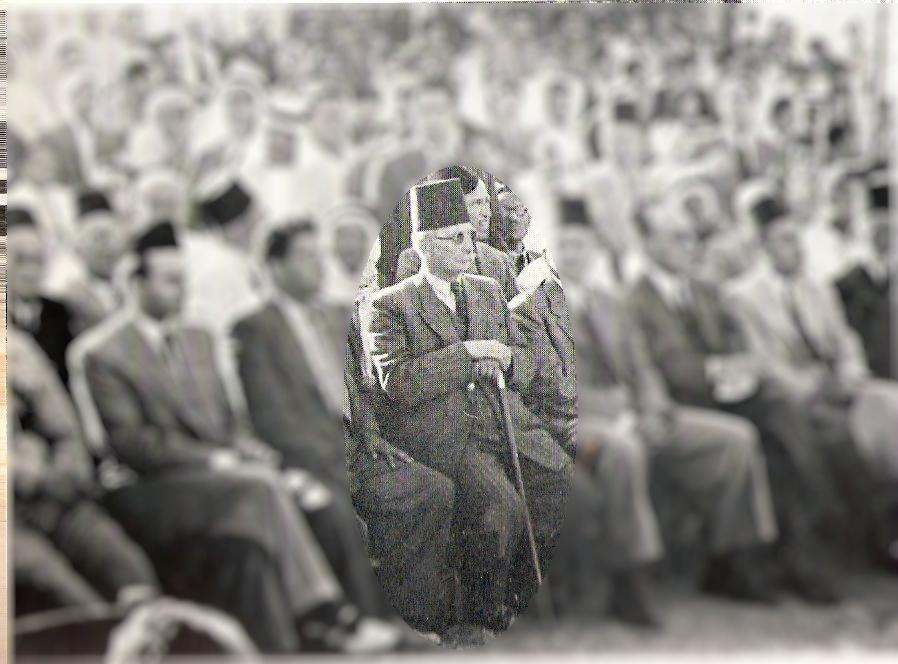
Ahmad Hilmi Pasha en primer plano.

## Biografía

### Primeros años
Antes del colapso del Imperio Otomano, Hilmi alcanzó el rango de General en el ejército otomano. En 1916 luchó en la Primera Guerra Mundial en el Frente sirio. En 1920 fue Ministro de Hacienda para el efímero Reino Árabe de Siria en Damasco. Posteriormente se convirtió en ministro de finanzas en Transjordania.

### En el Mandato británico de Palestina
En 1925, se convirtió en el director general de Awqaf en el Mandato británico de Palestina, la organización encabezada por Amin al-Husayni, que controlaba y regulaba las propiedades legadas a las organizaciones benéficas bajo la Ley Islámica. Más tarde comenzó su carrera bancaria cuando se unió al Banco Árabe, que había sido establecido en Jerusalén por Abdul Hamid Shoman en 1930. Unos años más tarde, Ahmed Hilmi fundó su propio banco, el Banco Nacional Árabe. Fue uno de los primeros miembros del Partido Istiqlal (Independencia) que se creó en 1932 y en abril de 1936 fue nombrado miembro del Alto Comité Árabe convirtiéndose en su tesorero.
En 1937, él, junto con otros miembros del Comité Superior que aún no estaban en el exilio, fue deportado a las Seychelles. En 1939, se le permitió asistir a la Conferencia de Londres en el Palacio de St. James, donde instó al Comité Superior a aceptar las propuestas británicas que luego se expusieron en el Libro Blanco de 1939. Considerado por las autoridades como moderado, se le permitió regresar a Palestina a principios de la década de 1940 y retomó su cargo como presidente del Banco Nacional. Compró el periódico Filistin y lo usó para presentar las políticas del Istiqlal al público. Los años de guerra fueron muy rentables para la economía palestina y el banco tenía grandes depósitos para invertir. En agosto de 1943, creó el Fondo Nacional Árabe, cuyo objetivo era comprar tierras a los agricultores que estaban muy en el departamento y alentar el establecimiento de Awqaf cuyos ingresos se asignarían al Fondo. A mediados de 1946, el Fondo tenía un ingreso de £ P150 000 y poseía 15 000 dunams (3750 acres) de tierra. Tenía oficinas en todas las ciudades árabes y en la mayoría de las grandes aldeas. Desde que se abolió el Consejo Supremo Musulmán, el Fondo fue la única institución que ofrecía una alternativa a la compra de tierras por el Fondo Nacional Judío. Su éxito fue visto como una amenaza por los seguidores del Gran muftí Amin al-Husayni, que había formado el Partido Árabe Palestino con la mayoría de sus líderes en el exilio. Con el final de la guerra, el fondo entró en declive.

### Primer Ministro del Gobierno de Toda Palestina
El 9 de julio de 1948, tras la declaración de la condición de Estado israelí, la Liga Árabe creó el Consejo Administrativo para Palestina, presidido por Hilmi. El 22 de septiembre se estableció la Asamblea Nacional en Gaza, con Amin al-Husayni como Presidente y Hilmi como Primer Ministro.[cita requerida] La asamblea dejó de funcionar tras las victorias del ejército israelí en el sur de Palestina y la Legión Árabe asumiendo el control sobre Belén y Hebrón.[cita requerida] En 1949 Hilmi se convirtió en gobernador militar de distrito en Cisjordania y más tarde se desempeñó como representante palestino en la Liga Árabe.

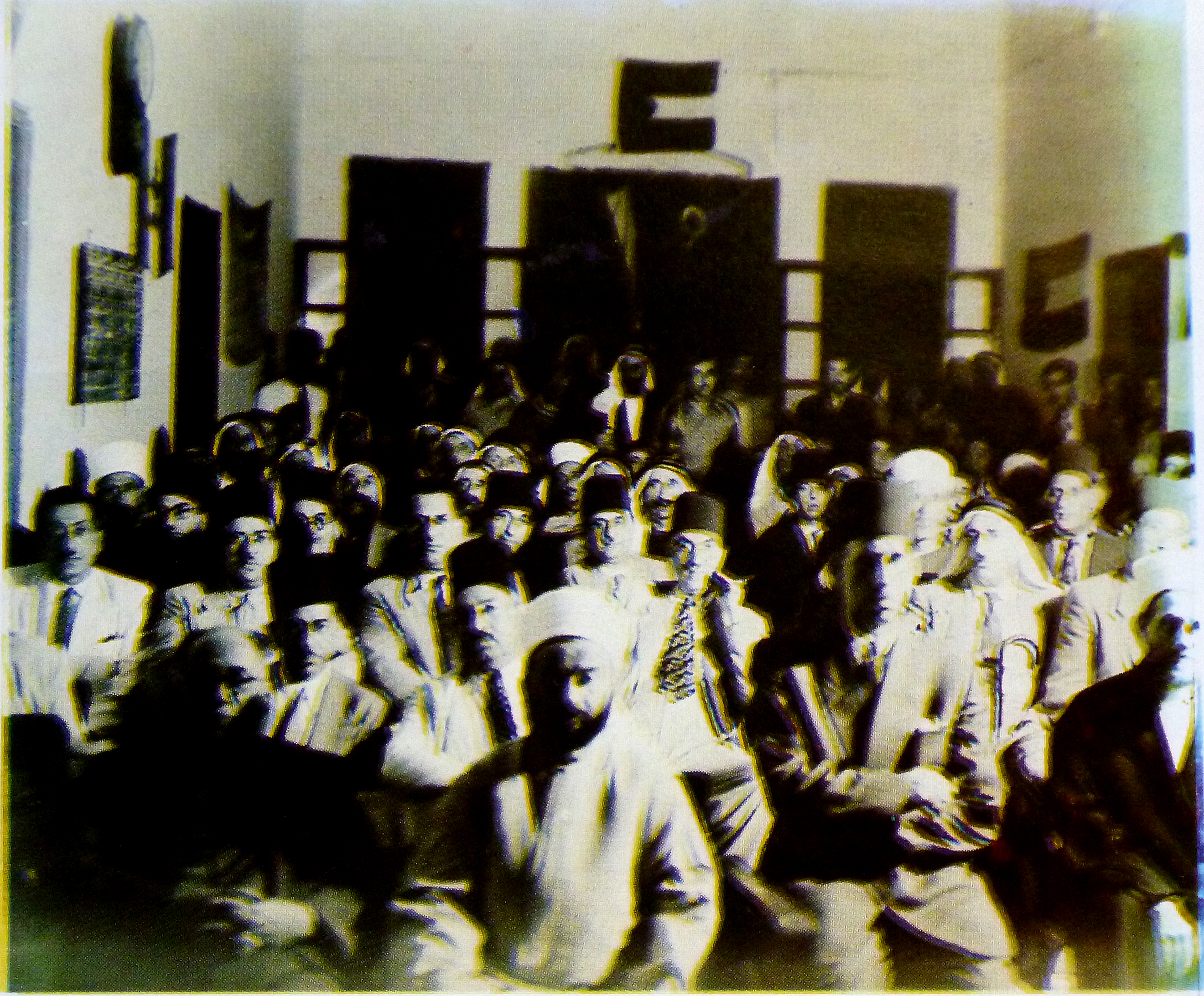
Declaración de establecimiento del gobierno palestino. Escuela El-Falah, ciudad de Gaza, 22 de septiembre de 1948.

A medida que la situación en Palestina se deterioraba, la Liga Árabe intentó imponer un frente unido a las diversas facciones árabes palestinas. Finalmente, en enero de 1947, después de cuatro intentos, se creó un Alto Comité Árabe de cinco miembros, que incluía a Hilmi. Husayn al-Khalidi e Hilmi fueron los únicos miembros de este Comité que realmente residieron en Palestina durante 1947 y 1948.

### Muerte
Ahmed Hilmi Pasha murió en el Líbano en febrero de 1963 y fue enterrado en el Monte del Templo.